# جوف طبلي
الجوف الطبلي (بالإنجليزية: Tympanic cavity)‏ هو تجويف صغير يحوي عظيمات السمع التابعة للأذن الوسطى.
وهو يتشكل من الجوف النفيري الطبلي، وهو توسع في بداية الجيبة البلعومية.